# L (Death Note)
L Lawliet (エル・ローライト Eru Rōraito?), o simplemente «L» (エル Eru?), es un personaje de la serie de manga Death Note, escrita por Tsugumi Ōba e ilustrada por Takeshi Obata. La obra lo presenta como un detective privado de figura enigmática, al desconocerse su identidad, que ha ayudado a organizaciones de todo el mundo a resolver casos muy difíciles. Kappei Yamaguchi proporcionó voz al personaje en la adaptación a anime, mientras que en los doblajes para España e Hispanoamérica esta función recayó en Roger Pera y Hugo Núñez, respectivamente. 
Aparece en la historia cuando se compromete en la captura de un asesino en serie conocido como «Kira», de quien solo sabe que mata criminales provocándoles ataques al corazón. Intelectualmente brillante, sus deducciones lo llevan a sospechar de un estudiante llamado Light Yagami, quien efectivamente es la persona que comete estos asesinatos, mediante métodos sobrenaturales. Es así como se convierte en el principal némesis del protagonista y su rivalidad con este compone la trama central de la primera mitad de la historia.
El autor lo creó porque necesitaba una figura que representara la justicia e hiciera frente a Light. Tiene una personalidad excéntrica y existen similitudes entre su comportamiento y el de Ōba, quien utiliza un alias y no realiza apariciones físicas ni muestra el rostro. El diseño, enteramente obra de Obata, es el de un adulto joven, despreocupado por su imagen y cuyo rasgo principal son las ojeras. Detalles como de dónde proviene, su ascendencia o sus antecedentes descifrando casos anteriores al de Kira se revelan solo después de que el personaje muere, lo cual sucede en el capítulo 58 del manga.
Funge como protagonista de una novela ligera basada en el manga llamada Death Note: Another Note - El caso del asesino en serie BB de Los Ángeles. Como personaje principal de la obra, se lo incluyó en películas y otras adaptaciones basadas en esta. En las películas de imagen real lo interpretó Ken'ichi Matsuyama en cuatro oportunidades y Lakeith Stanfield, en una. Por otro lado, es uno de los personajes más populares de la industria y recibió en su mayoría críticas positivas de la prensa especializada, particularmente por las batallas de ingenio que tiene con el protagonista.

## Creación
Death Note gira en torno a Light Yagami, quien utiliza una libreta homónima con la que puede matar a una persona anotando en ella el nombre de esta —siempre y cuando conozca su rostro y cómo se llama—, con el objetivo de asesinar a todos los maleantes del planeta. La razón de incluir a L fue la necesidad de una figura que representara la justicia, en contraposición con Light, cuyas acciones paradójicamente lo convierten en un criminal. Se le concedió gran inteligencia porque únicamente un «súper detective» sería capaz de seguirle la pista al protagonista, quien también es intelectualmente brillante y, por esto si fuera poco, cuenta con los mencionados poderes sobrenaturales. Es un adulto joven porque Tsugumi Ōba supuso que su rivalidad con Light, un adolescente, no habría resultado tan interesante si L hubiera sido mucho mayor que este. Nunca se revela su nombre, puesto que ello lo expondría al poder de la Death Note, y se lo conoce por una letra. Hubo otras opciones, como «I» y «J», pero se optó por «L» porque «sonaba fuerte». Durante la escritura, estuvo la posibilidad de que demostrara la culpabilidad de Light al final de la historia, pero llegado el momento se optó por la muerte del detective, escena que tuvo profundo impacto emocional en el autor.
Al comienzo, el personaje oculta su identidad y se comunica con las autoridades mediante una computadora. Mientras hacían los primeros capítulos los autores aún no habían definido su apariencia y lo imaginaban como un joven atractivo, pero a medida que el momento de la aparición física se aproximaba, decidieron que debía contrastar con Light. Para el diseño, Ōba dio plena libertad a Takeshi Obata, quien concibió al detective como poco atractivo, de actitud apática y origen «mitad inglés». Además de ello, tiene ascendencia japonesa, rusa, francesa e italiana. Las conductas excéntricas del personaje —la manera en que toma el celular, por ejemplo— provienen del ilustrador, excepto su gusto por los dulces, que ya se especificaba en el guion gráfico de Ōba. Guarda algunas similitudes con su creador, quien usa un alias y nunca muestra el rostro, y se ha sugerido que está basado en este. El editor solicitó que L «se viera bien desde cualquier ángulo», por lo que Obata incorporó ojeras, inspirado por el diseño de Akira Fudō, de Devilman. En opinión del ilustrador, esos «ojos muertos» provocan una sensación de misterio. Su vestimenta simple, que consta de unos jeans y una camiseta, representa que no se interesa por cuestiones como la ropa.

## Historia

### Papel enDeath Note

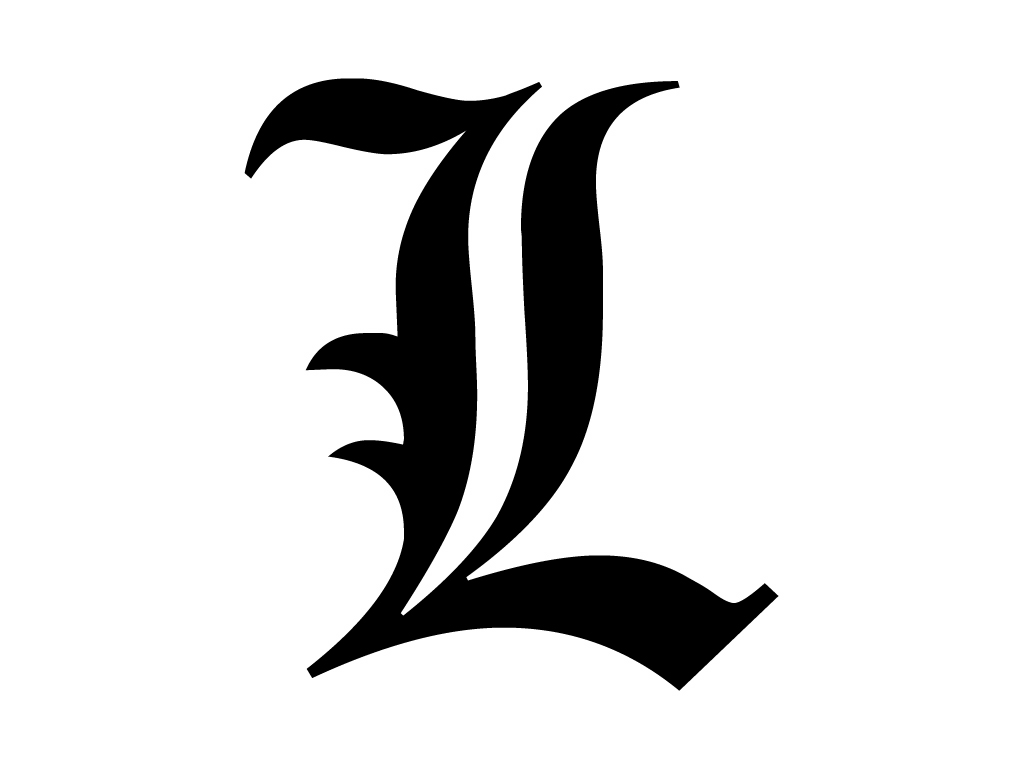
Logotipo de la «L» que usa el personaje para representarse a sí mismo

Nacido el 31 de octubre de 1979, L es un enigmático detective privado que ha cooperado con organizaciones internacionales en la resolución de casos criminales muy complejos, aunque no se dan detalles sobre su labor en estos. Valorado como el mejor del mundo, oculta su identidad del público y se comunica a través de su asistente, Watari. También ha trabajado usando los alias «Eraldo Coil» y «Deneuve», a quienes se considera los detectives más famosos del planeta luego del propio L.
La historia comienza cuando Light Yagami encuentra la Death Note, luego de que un shinigami llamado Ryuk la arrojara desde un mundo paralelo, por mero aburrimiento. El joven piensa que la sociedad está corrompida y empieza a usar la libreta para matar criminales, lo que pronto llama la atención de la Interpol y la población, quienes denominan «Kira» a esta figura. L informa a las autoridades de su intención de atraparlo y «llevarlo a la justicia», así que diseña una estrategia: utiliza un doble que se presenta en televisión y, cuando Light lo asesina, el detective obtiene información sobre la forma en que este mata y declara públicamente que lo atrapará.
Para la captura de Kira cuenta con apoyo de muchas organizaciones, una de las cuales es la NPA, compuesta por oficiales de policía japoneses. Sin embargo, uno de esos agentes es Soichiro Yagami, el padre de Light, por lo que el muchacho se hace con información confidencial pero, a la vez, L comprende que Kira es alguien cercano a sus camaradas. Con el tiempo, muestra el rostro a los agentes de la NPA y empieza a sospechar concretamente del adolescente, pues en un momento Kira asesina a todos los miembros del FBI que habían llegado a Japón para cooperar en el caso. Uno de ellos, Raye Penber, tenía la tarea de vigilar a Light. L da con el muchacho una vez que Naomi Misora, prometida de Penber y una exagente del FBI que había trabajado con el detective en el pasado, desaparece.
L revela al equipo que sospecha del hijo de Soichiro, lo que genera algo de crispación en el ambiente laboral, y para investigarlo personalmente se inscribe en la Universidad de Tōhō, a la que Light asiste. Aun mostrándole el rostro se asegura de que, en el caso de que en verdad este sea el asesino, no pueda matarlo, pues le revela la identidad pero no el nombre. Este intento de quebrantarlo no resulta fructífero, dado que el joven reacciona con temple, y continúa sin encontrar pruebas palpables con las que pueda culparlo. El protagonista se une al equipo con el pretexto de contribuir con la investigación y, por fuera, forja una amistad con L. Esto no es más que una farsa, puesto que en realidad ninguno confía en el otro. El personaje vuelve a acertar en el momento en que detiene a Misa Amane, quien se ha puesto en contacto con Light y ha estado actuando como un «segundo Kira», al portar otra Death Note. En una oportunidad, encierra a Light y a Misa pero no consigue probar su culpabilidad debido a un plan trazado por el primero, y no tiene más remedio que liberarlos.
Con el curso de la trama el equipo policial se entera de la existencia de la libreta pero, lejos de descubrir la identidad de Kira, sufren bajas cruciales. El motivo de esto es que Light idea una estrategia mediante la cual coacciona a Rem, un shinigami que acompaña a Misa, para que anote a L y a Watari en su Death Note. Este cumple la demanda fácilmente, pues estas criaturas saben el nombre de una persona con solo verla, y el personaje fallece, el 5 de noviembre de 2004. Recién después de la muerte se desvelan detalles de su pasado: proviene de un orfanato para niños superdotados llamado Wammy's House, ubicado en la ciudad inglesa Winchester y regentado por Watari. En ese lugar se prepara a otros jóvenes de capacidades parecidas con el fin de formar a un «sucesor de L», y dos de ellos, Near y Mello, posteriormente se hacen cargo del caso Kira.

### En otros medios
El personaje funge como protagonista de la novela ligera Death Note: Another Note - El caso del asesino en serie BB de Los Ángeles (アナザーノート — ロサンゼルスBB連続殺人事件?), la cual Nishio Ishin escribió de manera que narre acontecimientos anteriores al manga. En esta ocasión, L lidia con una serie de asesinatos en Los Ángeles perpetrados por un criminal conocido como «BB». A pesar de que las víctimas solo son tres, el detective se interesa por el caso y trabaja en compañía con Naomi Misora, personaje que sale en Death Note.
Por otra parte, en la serie de televisión homónima transmitida por Nippon Television en 2015, que presenta algunas diferencias con el manga, Kento Yamazaki interpretó al detective. Se adaptó además la historia en formato musical, Death Note: The Musical, del cual se realizaron varias puestas; por ejemplo, en la versión japonesa fue Teppei Koike quien encarnó al personaje, mientras que en la surcoreana el papel recayó en Xiah Junsu. Cabe mencionar que se incluyó a L en el OVA Full Metal Panic! The Second Raid, a modo de cameo.
Existen cuatro películas japonesas basadas en la serie: Death Note, Death Note: el último nombre (2006), L: Change the World (2008) y Death Note: iluminando un nuevo mundo (2017), y en todas ellas Ken'ichi Matsuyama interpretó a L. Las dos primeras se estrenaron con meses de diferencia y son fieles a la historia del manga, con pequeñas excepciones. La tercera ocurre en el mismo universo, pero el argumento es original y se centra en un conflicto entre L y otro antagonista. Por último, Death Note: iluminando un nuevo mundo está ambientada diez años después de las dos primeras películas y el personaje hace una breve aparición.
En 2017 se estrenó en Estados Unidos una adaptación cinematográfica homónima que presenta a Lakeith Stanfield en el papel de L. Hay divergencias en la personalidad de este personaje y la versión del manga, si bien se mantuvo la particular forma en que se sienta y su gusto por los dulces. Por lo demás, en el anime fue interpretado por Kappei Yamaguchi, mientras que Roger Pera y Hugo Núñez hicieron lo propio para los doblajes de España e Hispanamérica, respectivamente.

## Recepción
A principios de 2008 Tom S. Pepirium en IGN, con referencia en la escena donde L revela que también es Eraldo Coil y Deneuve, lo llamó «el personaje más genial y con mayor desarrollo de cualquier anime en estos momentos». Según el periodista de Anime News Network Theron Martin, los espectadores de la serie encuentran atractivos los duelos de ingenio entre L y Light porque «cada uno busca descubrir la identidad del otro y, al mismo tiempo, ocultar la suya». Carlos Alexandre señaló en PopCultureShock que, a pesar de que se lo concibió como un detective de inteligencia sobrehumana, «estando atento y aplicando pensamiento crítico se puede hallar agujeros en la lógica de L, agujeros que simplemente no deberían existir». Chanell Alexander en TheGamer criticó la escena donde L pelea a golpes con Light utilizando capoeira, porque «por más entretenido que pueda ser verlo lanzar una patada, va en contra con la personalidad del personaje, que es pensante, no un luchador».
El consenso de la prensa y el público es que Death Note decae en calidad luego de su muerte. Sobre esto, Alexander la consideró necesaria para el avance de la trama, si bien afirmó que el detective cometió muchos errores que resultaron en este acontecimiento, como el hecho de haberle mostrado el rostro a un sospechoso. En tanto, Faiyaz Chowdhury escribió en Comic Book Resources que sacar de la historia a la segunda figura más importante «le quitó chispa» a la trama, dado que «Death Note gira en torno al conflicto ideológico entre los dos personajes más importantes, Light y L. Incluso podríamos argumentar que L es tan protagonista como Light y no un personaje secundario fácil de eliminar. Sin la oposición ideológica de L, la segunda parte de la historia pasa de ser una partida de ajedrez mental a tratarse únicamente sobre Light».
En cuanto a la recepción obtenida en otros formatos, la guionista Wakako Takō destacó el trabajo de Ken'ichi Matsuyama en las películas por haber generado «mucho impacto», a la vez que se mostró severa con el de Kento Yamazaki en la serie, pues lo calificó de «poco convincente, por no decir más». Además, le pareció incomprensible que se haya utilizado un maquillaje «así de barato» para que el actor luciera acorde al personaje. Ben Gibbons, de Screen Rant, se refirió al trabajo de Matsuyama como «lo más espectacular» del primer filme, mientras que respecto a L: Change the World dijo algo similar sobre la interpretación, aunque en su opinión la rivalidad entre L y el nuevo antagonista no se compara a la de este con Light. La adaptación estadounidense fue muy juzgada por los medios y los espectadores en virtud de las diferencias que presenta con la obra original; uno de esos cambios tiene que ver con la personalidad de L, que aquí no es frío ni tranquilo. A. E. Sparrow hizo una reseña de la novela ligera Another Note para IGN, donde mencionó que en esta «la capacidad deductiva del personaje y su tendencia a repensar posibilidades hasta el hartazgo van de la mano con lo visto en el manga», además de que le agradó la dinámica entre L y Naomi Misora.
IGN lo incluyó en la undécima posición en su lista de los veinticinco mejores personajes de anime, con el siguiente resumen: «Todo buen protagonista necesita un desafío, y L ofreció la oposición esencial para cautivar a los fanáticos. Es un bicho raro, [... pero] genera buen contraste con la personalidad sociópata de Light». En enero de 2007, Oricon realizó una encuesta a lectores japoneses donde debían escoger una figura que llevara adelante una serie derivada. En los resultados generales L salió primero, luego de encabezar la lista con la opinión de mujeres y quedar segundo en la de hombres. En la edición de 2009 de los SPJA Industry Awards, Kappei Yamaguchi ganó en la categoría mejor actor de voz japonés por su papel, mientras que se eligió a L mejor personaje de manga en los NEO Awards de 2007, organizados por la revista Neo. A fecha de 2023, ocupa el octavo puesto entre los cuarenta personajes más populares para los usuarios de MyAnimeList.